# Leben und Treiben am Alexanderplatz in Berlin
 Leben und Treiben am Alexanderplatz in Berlin  ist ein Dokumentarfilm von Max Skladanowsky aus dem Jahr 1896.

## Handlung
Die Kamera steht auf dem Alexanderplatz und der Blick geht entlang der Königstraße in Richtung Rotes Rathaus. Der Bahnhof Berlin Alexanderplatz, den gerade ein Zug in Richtung Osten über die Eisenbahnbrücke verlässt und in den anschließend ein Zug einfährt, befindet sich auf der rechten Seite. Zahlreiche Pferdestraßenbahnen passieren den Platz, der auch durch die Fußgänger sehr belebt wirkt.

## Produktion und Veröffentlichung
Eine 35 mm Kopie befindet sich in der Deutschen Kinemathek.